# Pourquoi le socialisme ?

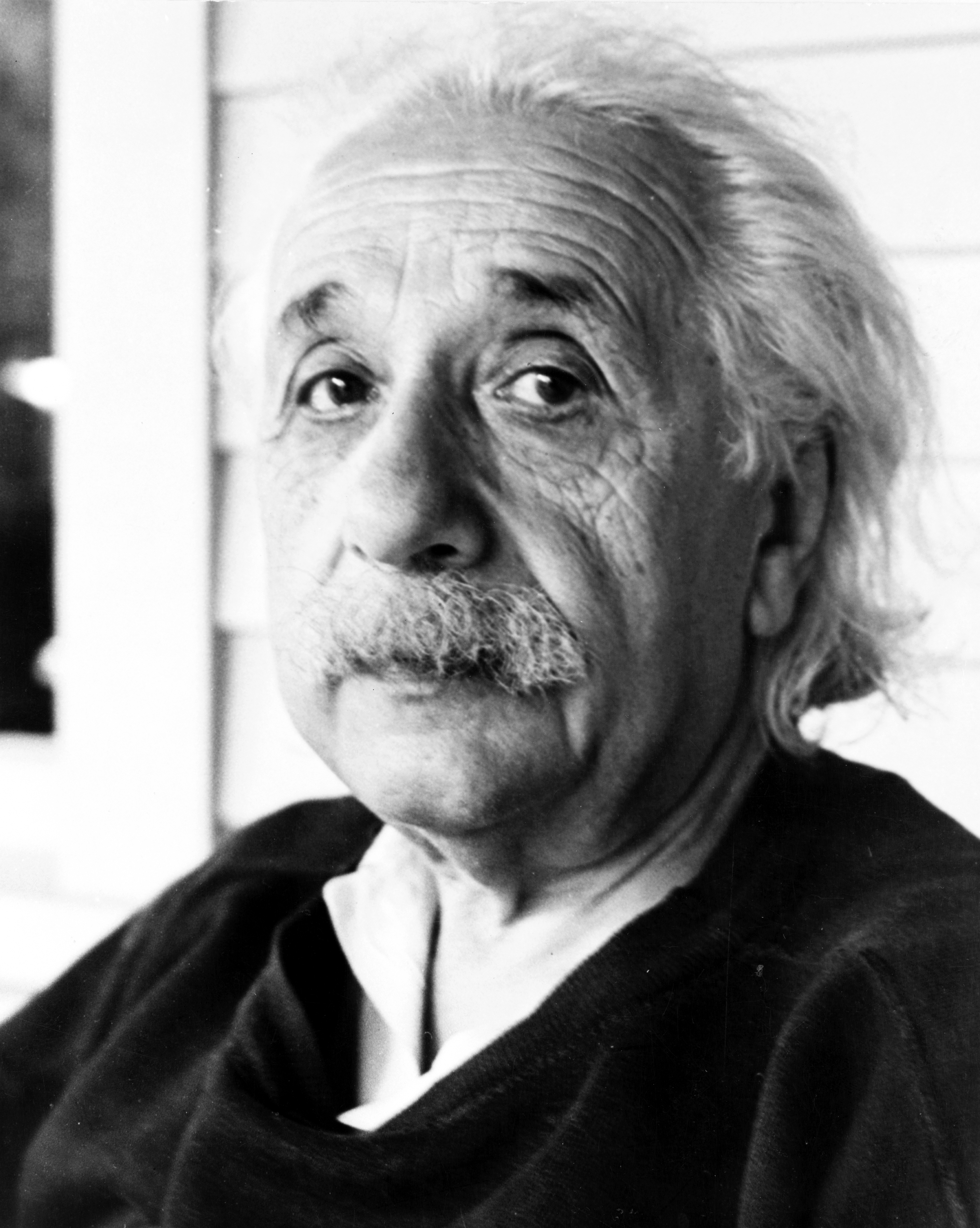
Albert Einstein.

Pourquoi le socialisme ? est un article écrit par Albert Einstein en mai 1949 publié dans le premier numéro du journal socialiste américain Monthly Review et qui est un des écrits politiques les plus importants et les plus connus d'Einstein. Il discute de l'échec du capitalisme à libérer tout le potentiel de la créativité humaine. Il se termine par l'analyse d'Einstein sur la façon de résoudre ce problème par une économie planifiée et non bureaucratique.